# Arrondissement Argelès-Gazost
Argelès-Gazost is een arrondissement van het Franse departement Hautes-Pyrénées in de regio Occitanie. De onderprefectuur is Argelès-Gazost.

## Kantons
Het arrondissement was tot 2014 samengesteld uit de volgende kantons:
- Kanton Argelès-Gazost
- Kanton Aucun
- Kanton Lourdes-Est
- Kanton Lourdes-Ouest
- Kanton Luz-Saint-Sauveur
- Kanton Saint-Pé-de-Bigorre

Na de herindeling van de kantons bij decreet van 25 februari 2014, met uitwerking op 22 maart 2015, omvat het arrondissement de kantons : 
- Kanton Lourdes-1
- Kanton Lourdes-2
- Kanton La Vallée des Gaves